# Aleksandra Stanaćev
Aleksandra Stanaćev  (nacida el 25 de septiembre de 1994 en Kikinda, Serbia) es una jugadora de baloncesto serbia. Con 1.67 metros de estatura, juega en la posición de base y medallista con la selección serbia.
En la temporada 2019/2020 jugará con el equipo gallego Durán Maquinaria Ensino Lugo. En temporadas anteriores, lo hizo en:
- 18-19 Quesos El Pastor (CD Zamarat) promediando 8.3 pt., 4.7reb., 3.8as., y 11.1 val.[3]
- 16-18 CB Bembibre.
- 15-16 Cadí la Seu.
- 14-15 Conquero.

Entre los logros atesorados en su trayectoria deportiva destacar la medalla de bronce conseguida en el Eurobasket Femenino Serbia-Letonia 2019, medalla de bronce con la selección serbia en el Eurobasket Femenino Sub-18 2012, así como mejor quinteto en este mismo campeonato